# Inga Lindström: Hanna und das gute Leben
Hanna und das gute Leben ist ein deutscher Fernsehfilm von Marco Serafini aus dem Jahr 2023. Er ist Bestandteil des ZDF-Herzkino-Sonntagsfilms und der 98. Film der Inga-Lindström-Reihe nach der gleichnamigen Erzählung von Christiane Sadlo. Die Hauptrollen des Films sind mit Sina Tkotsch, Maximilian Klas, Dana Golombek von Senden und Holger Daemgen besetzt.

## Handlung
Mikael und seine Tochter Luna sind unterwegs nach Frederholm, weil er einen Auftrag zur Restaurierung der Kirchenorgel bekommen hat. Auf dem Weg begegnet er Hanna, die für das lokale Tagblatt arbeitet, das von ihrem Patenonkel Lasse geleitet wird. Hanna hat sich gerade von ihrem Freund Tom getrennt, weil der Kinderwunsch, den beide hatten, unerfüllt blieb. Carl, Pfarrer und Hannas Vater, hat Bedenken, dass Mikael die nötigen Qualifikationen, die man für die Restaurierung der Kirchenorgel braucht, nicht haben könnte. Mikael kann seine Bedenken aber zerstreuen. Da Hanna in das Haus eingezogen ist, das Mikael und seiner Tochter ursprünglich versprochen war, müssen beide in ihrem Bus übernachten. Am nächsten Morgen bespricht Mikael mit Carl die Arbeiten, als Hanna vorbeikommt. Sie kommen ins Gespräch, Mikael erwähnt, dass er ganz in der Nähe aufgewachsen sei. Hannas Mutter Bille, die am Vortag bei Luna eine Kette gesehen hat, die sie an etwas erinnert, hat deswegen ein ungutes Gefühl. 
Auf dem Weg zum Supermarkt, wo Mikael Salz besorgen will, kommt er bei Hanna vorbei, die ihm Salz ausleiht. Sie möchte wissen, was mit Lunas Mutter ist, er erzählt ihr die Geschichte von ihrem Verschwinden. Am Abend kommt Hanna bei Mikael vorbei, er revanchiert sich für das Salz mit einem Glas Wein. Bille ist skeptisch, ob Mikael der Richtige für die Orgelrestaurierung ist und versucht Carl davon zu überzeugen, sich jemand anderen zu suchen. Derweil geht in der Redaktion das Gerücht um, dass Lasse die Zeitung verkaufen will, Hanna konfrontiert ihn damit, er weicht aber aus. Als Hanna Mikael neues Salz vorbeibringt, lädt er sie zum Essen ein. Dabei treffen sie auf Tom. Mikael merkt, dass etwas nicht stimmt. Hanna versucht ihm danach zu erklären, dass es darum gehe, dass sie keine Kinder bekommen könne.
Maja, die alte Lehrerin, spricht Lasse auch darauf an, dass er verkaufen will. Dabei stellt sich heraus, dass er in einer Sinnkrise ist und etwas in seinem Leben verändern will. Als er danach auf Luna trifft, fragt er sie, ob sie sich bis zum Wochenende um seinen Hund Robin kümmern könne, weil er weg müsse. Als sich Hanna und Mikael am nächsten Morgen zufällig am See treffen merken sie, dass sie viele Gemeinsamkeiten haben und sich sehr sympathisch sind. Mikael küsst sie, sie erwidert seinen Kuss. Carl möchte von seiner Tochter wissen, wieso sie und Tom sich getrennt haben. Er wundert sich, dass sie keine Adoption in Betracht gezogen haben. Bille möchte Luna Schulhefte vorbeibringen, als sie jedoch niemanden beim Bus antrifft, beginnt sie sich genauer umzusehen. Danach geht sie in die Kirche und erzählt Mikael, dass er die Arbeiten sofort einstellen müsse, weil das Budget für die Renovation gestrichen worden sei. Dabei will sie nur, dass er verschwindet.
Mikael unterrichtet Luna davon, dass sie weiterziehen würden, weil der Vertrag mit Carl geplatzt sei. Luna ist jedoch der Ansicht, dass sie wegen Hanna bleiben sollten. Bille erzählt Carl indes, dass Mikael die Arbeiten nicht fortführen könne, da er sich übernommen habe. Sie bittet ihn noch, mit Mikael nicht darüber zu sprechen. Mikael will sich von Hanna verabschieden und unterrichtet sie, was passiert ist. Nachdem sie ins Haus gegangen sind, schlafen sie miteinander. Als Luna auf der Suche nach ihrem Vater erscheint, unterbreitet sie ihm und Hanna ihre Idee, wie man die Restauration der Orgel doch noch bewerkstelligen könne, nämlich mit Crowdfunding. Bille vertraut sich inzwischen Maja an, weil sie die einzige ist, die die Wahrheit über Mikael weiß, nämlich, dass er der leibliche Sohn von Bille ist. Als Bille danach Mikael in der Kirche antrifft, sagt sie ihm die Wahrheit. Er macht ihr Vorwürfe, weil sie nicht früher etwas gesagt und er nun mit seiner Halbschwester geschlafen habe. Mikael sieht nun nur noch die Möglichkeit, sofort abzureisen, als er Hanna davon unterrichtet, versteht sie nicht weshalb, er sagt es ihr auch nicht.
Als Luna Lasse den Hund zurückbringt, sieht sie auf einem Foto die gleiche Kette, die sie auch hat. Lasse ist erstaunt, weil er bisher glaubte, die Kette sei ein Unikat gewesen. Er hat sie damals Bille geschenkt. Mikael kann nicht anders, als Hanna doch noch die Wahrheit zu sagen. Sie geht danach zu ihren Eltern und macht ihrer Mutter Vorwürfe. Carl geht zu Lasse, um ihm zu erzählen, dass Mikael Billes Sohn sei, er aber nicht dessen Vater. Lasse will von Bille wissen, ob er der Vater von Mikael ist, sie gesteht es ihm. Bevor sie Carl verlässt, bestätigt sie auch ihm, dass Lasse der Vater ist.
Zwei Monate später erfährt Hanna von ihrem Arzt, dass sie schwanger ist, dabei meinte sie immer, sie könne keine Kinder bekommen. Lasse sucht Mikael und Luna an dem Ort auf, an dem sie sich vorübergehend aufhalten, er erzählt ihnen die Geschichte mit der Kette. Als Hanna ihrem Vater sagt, dass sie schwanger ist, erfährt sie von ihm, dass Mikael nicht ihr Bruder sein kann, weil sie adoptiert ist, da Bille nach der Geburt von Mikael keine Kinder mehr bekommen konnte. Lasse bittet Mikael und Luna, nach Frederholm zurückzukommen. Mikael geht zu Hanna, um ihr zu sagen, dass sie wieder da sind, er aber versuchen werde, ihr nicht über den Weg zu laufen. Sie klärt ihn darüber auf, das sich der Sachverhalt gründlich geändert habe und sie ein Kind von ihm erwarte. Als der kleine Junge ein Jahr später getauft wird, kehrt auch Bille zur Familie zurück.

## Hintergrund
Hanna und das gute Leben wurde 2022 unter dem Arbeitstitel Hanna und die Sache mit dem guten Leben an Schauplätzen in Schweden gedreht. Produziert wurde der Film von der Bavaria Fiction GmbH.

## Rezeption

### Einschaltquote
Die Erstausstrahlung am 26. März 2023 im ZDF wurde von 4,35 Millionen Zuschauern gesehen, was einem Marktanteil von 13,8 % entspricht.

### Kritiken
Die Kritiker der Fernsehzeitschrift TV Spielfilm zeigten mit dem Daumen geradeaus und fassten den Film mit den Worten „Lebenslügen eher lahm auf den Punkt gebracht“ zusammen.
Oliver Armknecht von film-rezensionen.de vergab 2 von 10 Punkten und zog das Fazit  „Hanna und das gute Leben beginnt ganz nett, wenn an mehreren Stellen die Chemie innerhalb des Ensembles stimmt und ein paar süße Szenen herausspringen. Sobald es aber an die eigentliche Geschichte geht, wird das Drama um einen Orgelbauer und dessen Vergangenheit zur schlimmsten Seifenoper, die man sich vorstellen kann.“